# Aleksandra Kurzak
Aleksandra Kurzak (Brzeg Dolny, Voivodat de Baixa Silèsia, 7 d'agost de 1977) és una soprano polonesa.
Va començar l'educació musical a l'edat de set anys, tocant el violí i el piano. Va estudiar cant als conservatoris de Breslau i Hamburg. Va fer el seu debut en l'òpera professional a l'edat de vint-i-un anys a l'Òpera Estatal de Breslau com a Susanna a Le nozze di Figaro. La seva mare i mestra Jolanta Żmurko va realitzar el paper de la Comtessa. Kurzak ha sigut premiada en concursos de cant a Varsòvia, Barcelona, Hèlsinki i Canton. Entre 2001 i 2007, Kurzak va ser membre del conjunt de l'Òpera Estatal d'Hamburg, on va cantar nombrosos papers.
El 2004 va debutar al Metropolitan Opera al paper d'Olympia de Els contes de Hoffmann. En la mateixa temporada va debutar al Covent Garden com a Aspasia de Mitridate, re di Ponto. L'artista va tornar al Met i ha tornat regularment a la Royal Opera House. Al febrer de 2010 va cantar per primera vegada al Teatre alla Scala en el paper de Gilda.
Kurzak també ha aparegut a la Staatsoper de Berlín, Teatre Regio de Parma i Théâtre du Capitole, a Tolosa, Òpera Estatal de Baviera, a Múnic, Òpera de Viena, Teatre Regio de Torino, el Teatro Massimo de Palerm, Teatro Massimo di Bellini a Catània, Teatro Real de Madrid, Lyric Opera House a Chicago, Festival de Salzburg, Arena di Verona, Los Angeles Opera, San Francisco Opera, Palau de les Arts de València, Festival Mozart de La Corunya, així com en l'Òpera Nacional de Gal·les en Cardiff i al Theater an der Wien, Òpera Nacional de Finlàndia, l'Òpera Nacional de Varsòvia i el Teatro La Fenice.
Va signar un contracte exclusiu amb Decca Classics el 2010.
La temporada 2012-2013 va debutar al Gran Teatre del Liceu al costat de Rolando Villazón a L'elisir d'amore.

## Discografia
- Chopin: Songs, amb Mariusz Kwiecień, acompanyada per Nelson Goerner. Chopin Society. 2010
- Gioia - àries de Rossini, Donizetti, Verdi i Puccini. Decca 2011
- Hej, kolęda! - Nadales poloneses. Universal Music Poland 2012
- Bel Raggio - àries de Rossini. Decca (2013)